# Centro de Cultura Contemporánea de Barcelona

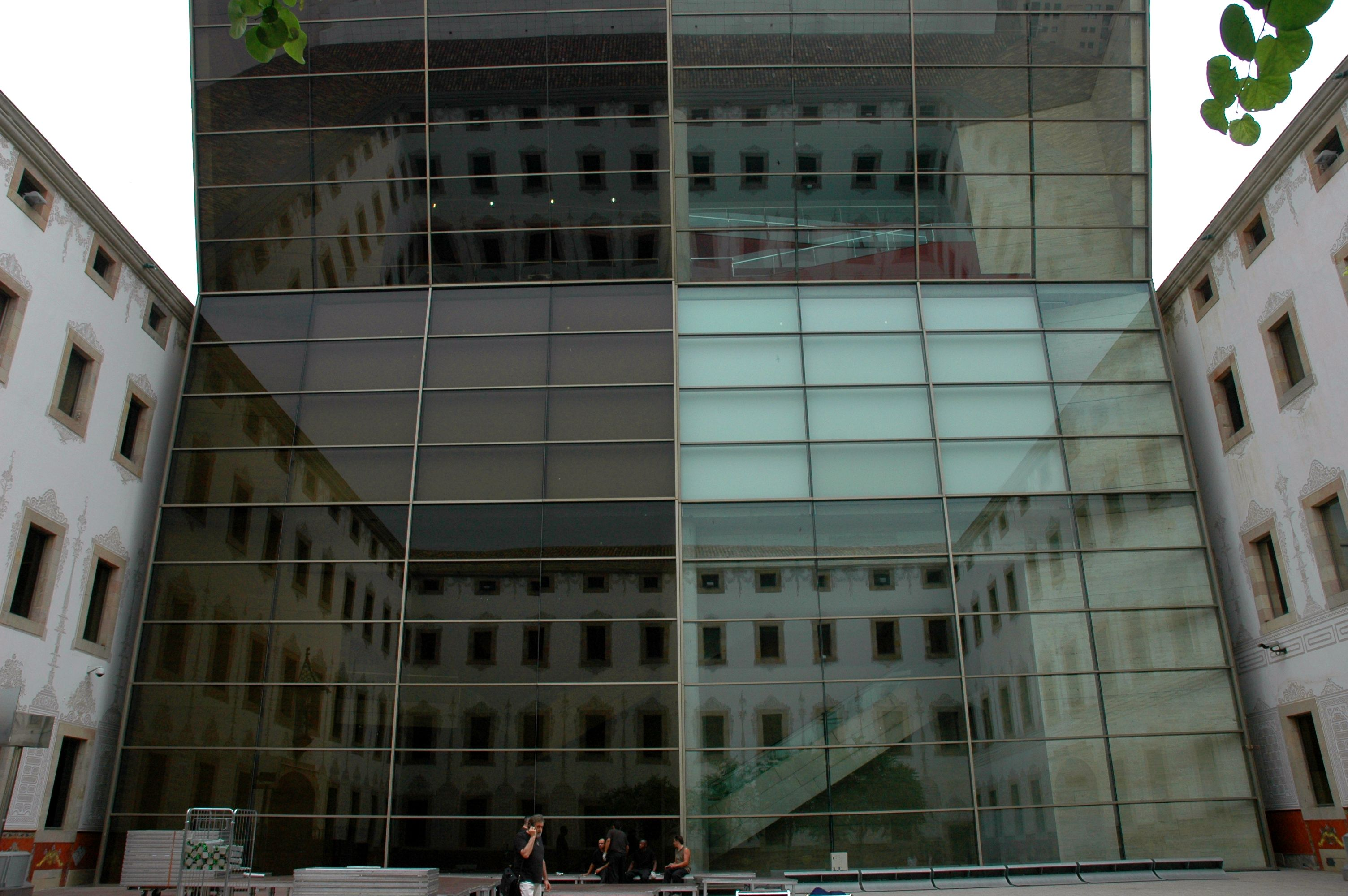
El CCCB envuelto por el antiguo edificio de la casa de la Caritat.

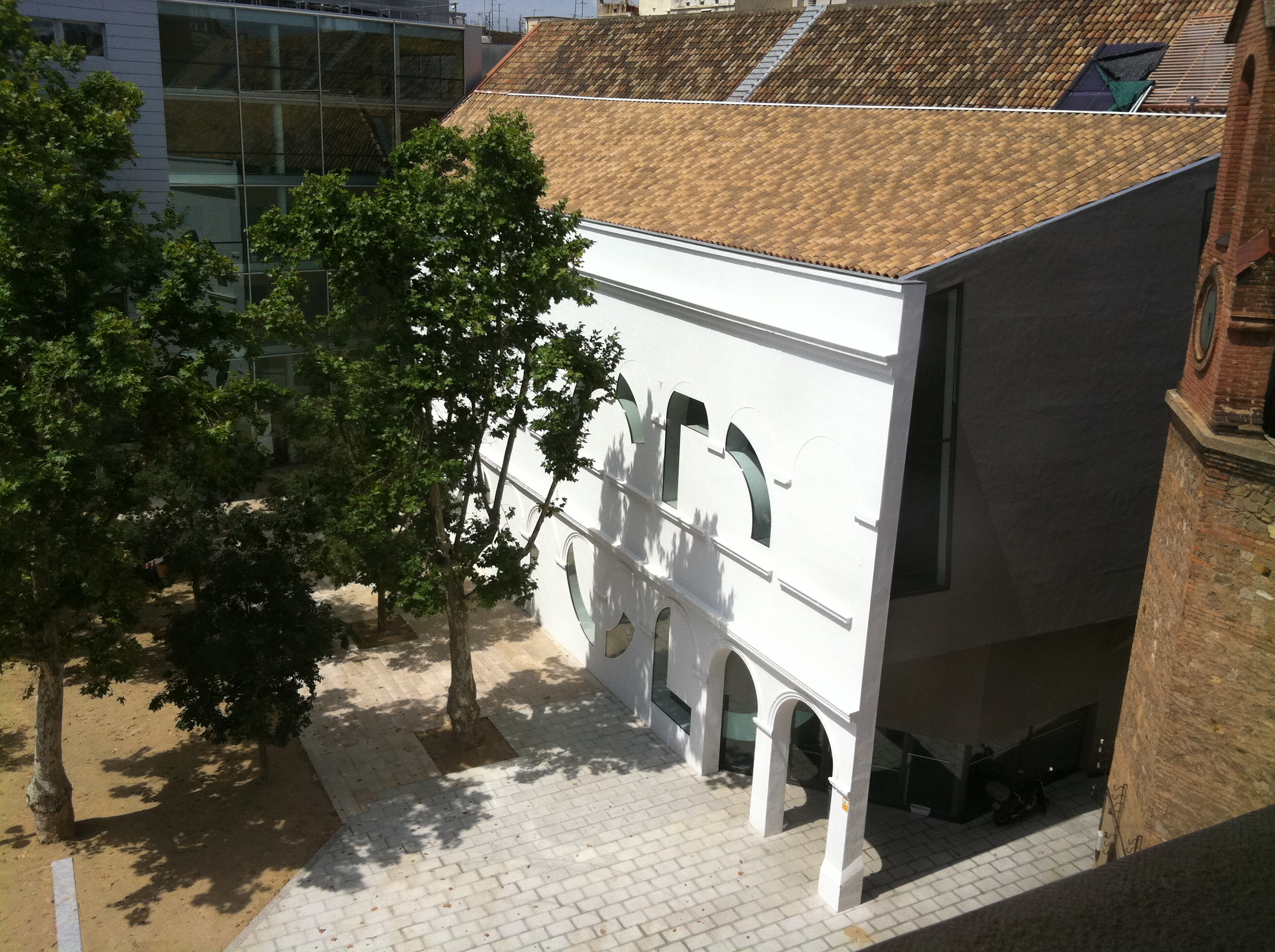
El Teatre del CCCB.

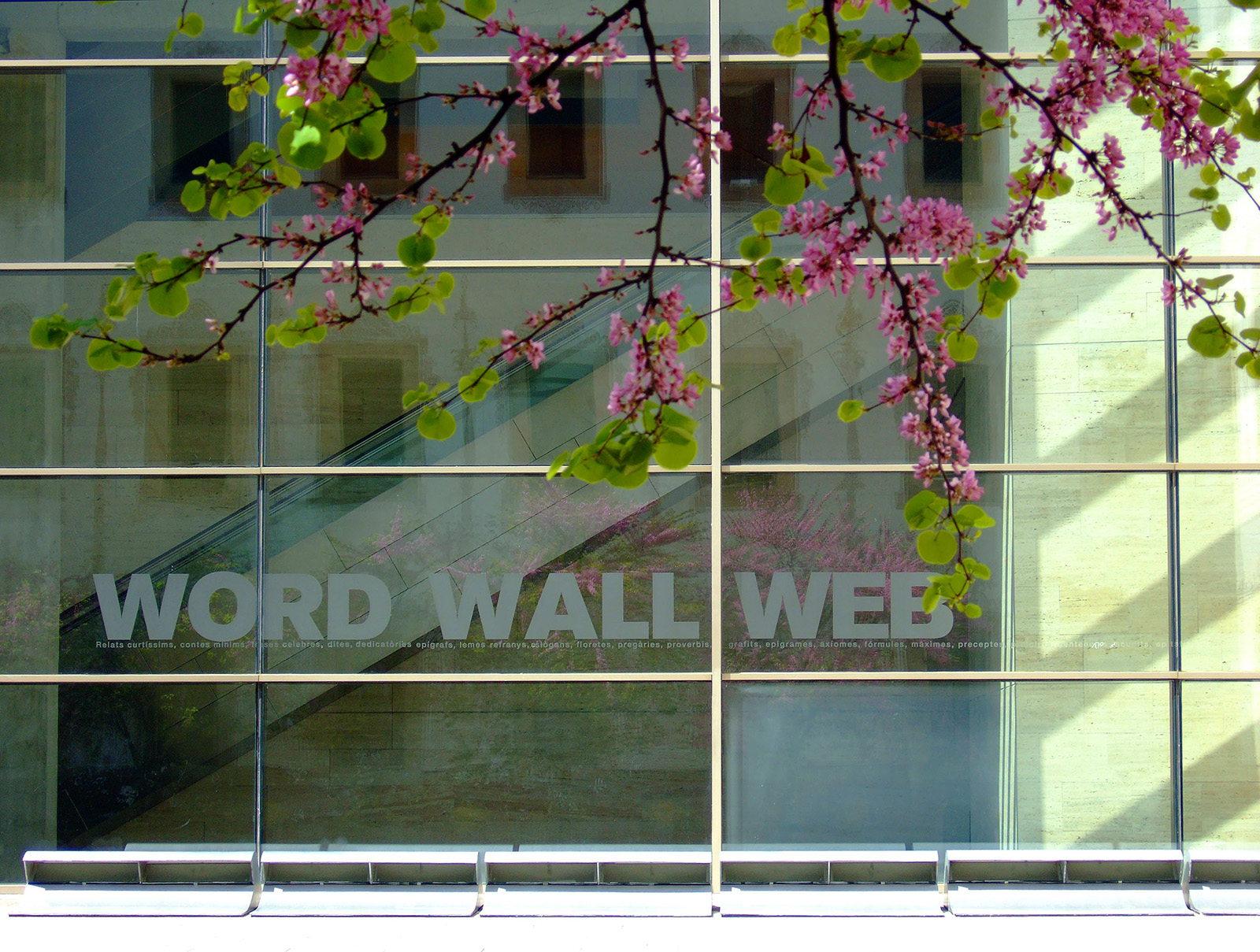
Detalle de la fachada.

El Centro de Cultura Contemporánea de Barcelona (oficialmente y en catalán, Centre de Cultura Contemporània de Barcelona, también conocido por sus siglas CCCB) es un centro cultural y expositivo de la ciudad de Barcelona.
Situado en El Raval, tiene como temática principal la ciudad y la cultura urbana. Basa su éxito en la calidad, un cierto eclecticismo, una atención a un amplio abanico de públicos y una singularidad en la forma de tratar las cosas, y su función es vincular al mundo académico con la creación y la ciudadanía.
El CCCB se inauguró el 25 de febrero de 1994. Nació como una institución multidisciplinar dedicada al estudio de las ciudades y a todo lo que de ellas se deriva. Está constituido como un consorcio formado por el Ayuntamiento de Barcelona y la Diputación de Barcelona.

## El edificio
El centro cuenta con un área total de 15 000 m² de los que 4000 m² se destinan a salas de exposiciones. Dispone además de un auditorio, una librería, varias aulas y salas con aplicaciones polivalentes. El CCCB ocupa parte del antiguo edificio de la Casa de la Caritat de Barcelona, creado en 1802 y que funcionó como tal hasta el año 1957. La reforma es obra del estudio Viaplana/Piñón y el autor del proyecto es Albert Viaplana y mereció en 1993 los premios FAD de Arquitectura y Premio Ciutat de Barcelona. El nuevo proyecto sustituyó el ala norte, que cerraba el antiguo edificio en forma de U, por un cuerpo prismático de 30 m de altura que conforma una espectacular fachada vidriada que en su parte más alta se inclina sobre el patio a modo de voladizo. Este nuevo elemento se convierte, con su juego de reflejos, en un espejo del paisaje y un privilegiado mirador sobre la ciudad, y al mismo tiempo funciona como zona de tránsito (vestíbulo, ascensores, escaleras).
En la primavera de 2011, el CCCB amplió el recinto con la incorporación del antiguo teatro de la casa de Caritat ya remodelado. El proyecto, obra del equipo Martínez Lapeña-Torres Arquitectos, S.L., conecta a nivel de planta sótano la actual sede, situada en el Pati de les Dones, y actúa sobre el antiguo teatro construido en 1912 por el arquitecto Josep Goday Casals, y sobre un fragmento de uno de los claustros del siglo XIX del antiguo hospital de la Caritat.
3000 m² más, destinados a cubrir las necesidades funcionales derivadas del propio programa. Una sala polivalente con capacidad para 500 personas y un aula, almacenes y zonas técnicas se añadirán a las actuales instalaciones y a la programación durante el año próximo.

## Objetivos y actividad
El CCCB organiza y produce exposiciones, debates, festivales, conciertos, programa ciclos de cine, cursos, conferencias, fomenta la creación a partir de las nuevas tecnologías y lenguajes, explora, impulsa y potencia continuamente con la fusión de lenguajes y con los formatos intergenéricos, itinera sus producciones a otros centros culturales, museos y entidades de ámbito nacional e internacional, al mismo tiempo que genera debate, pensamiento y reflexión en torno a la ciudad y el espacio público, así como sobre los temas que vertebran la actualidad. Es asimismo un espacio abierto a creadores, entidades y programadores independientes con los que se han ido creando vínculos a lo largo de los años. 
Del mismo modo, el CCCB recoge y pone al alcance de todos parte de su fondo, su memoria, un archivo multimedia a partir de materiales creados por el CCCB a lo largo de sus años de actividad. En el Archivo CCCB puede consultarse una amplia variedad de materiales: documentos, publicaciones, archivos digitales, audiovisuales, etc. Sobre temas clave de la cultura y la sociedad contemporáneas en permanente actualización. Además de las permanentes, destacan las exposiciones temporales. 
Asimismo, el centro pone al alcance del público el Archivo XCÈNTRIC, un archivo digital de cine experimental y documental que recoge más de 700 títulos afines a la programación Xcèntric. El cine del CCCB.

## CCCB Lab
El CCCB Lab es un departamento del Centro de Cultura Contemporánea de Barcelona creado en el año 2010 como espacio dedicado a la investigación, transformación e innovación en el ámbito de la cultura. Sus objetivos son investigar y proponer líneas de contenido y formatos de presentación públicos, con una apuesta por el conocimiento abierto de acuerdo con la actualidad social y cultural. En su blog se publican artículos de reflexión, video-conferencias e informes realizados por especialistas en áreas como la innovación cultural, las relaciones entre ciencia y cultura, la educación expandida, los entornos virtuales, el periodismo de datos o el Big Data.

## Actividades y Exposiciones
Artículo principal: Lista de exposiciones temporales del CCCB
Desde 1994 el CCCB ha programado más de un centenar de exposiciones temporales. Ha tratado temas como la literatura y el urbanismo. Algunas han sido programadas y comisariadas por personal del centro y otras encargadas a expertos. También acoge exposiciones o actividades como World Press Photo, Festival Loop, Primavera Pro y Cursos del Instituto de Humanidades de Barcelona.

#### World Press Photo 2023
Gracias a la fundación Social Vision, la muestra de fotoperiodismo más importante del mundo ha vuelto a Barcelona. Del 10 al 17 de diciembre, el CCCB recoge los trabajos participantes en el World Press Photo 2023. Cada año, la exposición nos invita a reflexionar sobre todo lo que ha pasado en el mundo a través de imágenes. Social Vision, la entidad organizadora, ha seleccionado una serie de imágenes que engloban las siguientes temáticas: medio ambiente, conflictos, desigualdad, social, entre otros.

##### Proyectos expuestos
Entre otros, la exposición recoge los cuatro proyectos galardonados del concurso internacional de fotoperiodismo World Press Photo 2023. También encontraremos expuestas: la Fotografía del Año, tomada por Evgeniy Maloletka, un fotógrafo ucraniano, tratando el gran impacto de la guerra hacia los civiles, el Reportaje Gráfico del Año, por el fotógrafo danés Mads Nissen, donde explica la cotidianidad de Afganistán bajo el gobierno talibán, el mejor Proyecto a Largo Plazo, que narra la dificultad de los países de Asia central para acceder a agua, por Anush Babajanyan, una fotógrafa armenia y el premio a Format Obert, por el fotógrafo de 'Egipto Mohamed Mahdy, que retrata un barrio de pescadores en Alejandría, Egipto.

##### Actividades paralelas
La fundación organizadora, Social Vision, ofrece a los visitantes la posibilidad de contar con visitas comentadas (de 9 y 7€, con la tarifa reducida) en la muestra y otras actividades relacionadas con el fotoperiodismo, poniendo en valor los temas tratados en los proyectos del World Press Photo 2023.
- El 18 de noviembre de 2023 se llevará a cabo un acto en el que César Dezfuli, galardonado en el World Press Photo 2023 y Agus Morales, director de la revista 5W, conversarán sobre cómo explicar las migraciones desde el fotoperiodismo.
- El 20 de noviembre de 2023 tendrá lugar una charla sobre fotoperiodismo y salud mental conducida por la fotógrafa sudafricana Lee-Ann Olwage, galardonada en el World Press Photo 2023.
- El 11 de diciembre se celebrará una mesa redonda con la participación de varios fotógrafos internacional sobre el rol del fotoperiodismo en los conflictos armados.

##### Fechas y horarios
La exposición se inauguró el 10 de noviembre de 2023 y estará disponible hasta el 17 de diciembre.
- De martes a jueves de 11:00h hasta las 20:00h
- Viernes no festivos de 11:00h hasta las 21:00h
- Sábado de 10:00 ha 21:00 h
- Domingo y festivos (6 y 8 de diciembre): de 10:00h hasta las 20:00

Los lunes no festivos permanecerá cerrada

## Historia
En 1989, un Consorcio formado por la Diputación de Barcelona y el Ayuntamiento de Barcelona aprobó la creación del CCCB, con la intención de ubicar un complejo de cultura contemporánea en la antigua Casa de la Caridad.

### Etapa Ramoneda
La dirección del Centro encargó a los arquitectos Helio Piñón y Albert Viaplana, con la colaboración de Ricard Mercadé, el proyecto de construcción del equipamiento cultural. Las obras empezaron en 1991 y el CCCB se inauguró oficialmente el 25 de febrero de 1994, bajo la dirección de Josep Ramoneda, que estuvo al frente del Centro desde su creación, en 1989, hasta 2011. Nació como una institución multidisciplinar dedicada al estudio de las ciudades ya todo lo que de ellas se deriva. Ramoneda marcó una línea de programación que quería reflexionar sobre el arte y su relación con la realidad, las interacciones entre los creadores y las nuevas realidades urbanas, entre dinámicas locales y dinámicas globales, el debate sobre ciudad y sobre la cultura contemporánea en Barcelona. Esto se materializó en decenas de proyectos interdisciplinares y transversales, vinculados al conocimiento, a las ideas, al arte y la creación contemporánea. Con los años, todos estos programas convirtieron progresivamente al CCCB en uno de los centros de cultura contemporánea de referencia a nivel europeo.
En marzo de 2011 el Centro inauguró el teatro, culminando así el proyecto inicial. La rehabilitación de ese espacio costó unos 8 millones de euros. El día inaugural, todos los invitados fueron obsequiados con una edición especial de la colección Breus CCCB que recoge la conferencia de Antonio Tabucchi El futuro del azar, y durante el fin de semana siguiente se celebraron unas jornadas de puertas abiertas.
El 16 de noviembre de 2011 se comunicó a Josep Ramoneda que su contrato como director del centro no sería renovado en 2012. Los trabajadores del centro pidieron un concurso público por la sucesión en el cargo, concurso que no se llevó a cabo .

### Etapa Sintes
Ramoneda fue relevado por Marçal Sintes, cercano al entorno de la Fundación Catalanista y Demócrata. En octubre de 2014 se anunció que Marçal Sintes sería sustituido por Vicenç Villatoro.

### Etapa Villatoro
Vicenç Villatoro accede al cargo de director del CCCB el 15 de noviembre de 2014. Ese año el CCCB cumplió 20 años. Dentro de los diversos actos de celebración se mencionó que el siguiente reto del centro era convertirse en un espacio absolutamente integral, es decir, físico y virtual a la vez. Al año siguiente, en 2015, el centro trató cuestiones como la vivienda y cuestiones sobre el futuro de la especie humana en un tiempo de cambio tecnológico, y en 2016 se centró más en el espacio privado, la vida cotidiana, las transformaciones de hábitos y concepciones que se producen fuera del espacio público. Se trataron temas como la gestión del tiempo, el envejecimiento, la relación entre el deseo sexual y la arquitectura, el reto del turismo, el papel de la ficción literaria o las nuevas formas de consumo audiovisual.
En febrero de 2018 hace pública la convocatoria de un concurso internacional para decidir el próximo director del centro. La promotora cultural Judit Carrera gana el concurso y sustituye a Vicenç Villatoro el 1 de octubre del mismo año.

## Soy Cámara Online
Es un canal de YouTube producido por el Centro de Cultura Contemporánea de Barcelona en colaboración con distintas universidades y realizadores. Integrante del CCCB Audiovisual en conjunto con Xcèntric, Pantalles y Gandules. Denominado por el propio CCCB como un laboratorio de nuevos formatos audiovisuales. Del 2010 al 2015, en coproducción con RTVE, se emitió por la señal de televisión La 2. El primer capítulo en la red (Herramientas para pensar) se publicó el 27 de mayo de 2016. 
A partir del montaje de material de archivo y entrevistas, que sirven como hilo estructural, se experimenta con los formatos televisivos. | Soy cámara
Soy Cámara Online comparte el espíritu innovador del CCCB Lab. A menudo las publicaciones tratan un mismo tema. Conserva al montaje como herramienta audiovisual para la creación del hilo estructural. Es más breve la duración de los capítulos.

## Proyecto UNA
El Proyecto UNA, creado en 2019, es una colectividad cuya finalidad es desenmascarar las nuevas formas de fascismo que se ocultan tas una simbología aparentemente inofensiva para que se puedan ser reconocidas. También investigan acerca de las batallas culturales en los mass media, internet y la realidad analógica.

## Organización
El CCCB es un consorcio público creado por la Diputación de Barcelona y el Ayuntamiento de Barcelona. El órgano de gestión que rige el consorcio es el Consejo General presidido por el presidente de la Diputación de Barcelona y con la vicepresidencia del alcalde de la ciudad. Josep Ramoneda fue su director general hasta el año 2012, cuando fue relevado por Marçal Sintes, y este por Vicenç Villatoro. Desde julio de 2018 el CCCB está dirigido por Judit Carrera.